# エンジェル・ガルシア
- アンヘル・ガルシア

エンジェル・ルイス・ガルシア・ガルシア（Angel Luis Garcia Garcia、1988年7月11日 - ）はプエルトリコの男子バスケットボール選手。ポジションはパワーフォワード/センター。

## 経歴
トア・バハ（Toa Baja）出身。高校生時に2007年バスケットボールU-19世界選手権に出場。2008年にはナイキ・フープサミットの世界選抜チームに選出された。メンフィス大学に進学後、2010-11シーズンよりプロ選手となり、スペインやドイツのチームに所属。
2012-13シーズンは日本プロバスケットボールリーグ（bjリーグ）の富山グラウジーズと契約した。オールスターゲームのスリーポイントコンテストに出場。プレーオフ進出に貢献。
富山退団後はプエルトリコでプレーした後、2015年7月に富山に復帰し、練習にも参加していたが、9月に家庭事情により退団。
2016年10月28日、富山グラウジーズと契約する。富山は所属している外国籍選手ドリュー・ヴァイニーが負傷し、その代役としてガルシアを復帰させた。